# Matteo dal Nasaro Veronese
Matteo dal Nasaro Veronese (mort circa 1548), també conegut com a Matteo dal Nasaro de Verona, va ser un escultor italià.
Va nàixer a Verona, però va atènyer fama a París. Segons Giorgio Vasari, al seu llibre de biografies Le Vite de' più eccellenti pittori, scultori, e architettori, Matteo dal Nasaro va excel·lir en la producció de retrats en camafeu.